# Ярославская областная дума
Яросла́вская областна́я ду́ма (до апреля 2008 года — Госуда́рственная ду́ма Яросла́вской о́бласти) — постоянно действующий высший и единственный орган законодательной власти в Ярославской области.
Впервые выборы в Думу были проведены в 1994 году в соответствии с Указом Президента Российской Федерации от 22.10.93 № 1723 «Об основных началах организации государственной власти в субъектах Российской Федерации».
В соответствии со статьёй 45 Устава Ярославской области в состав Ярославской областной думы избираются 50 депутатов на основе всеобщего равного и прямого избирательного права при тайном голосовании: половина по одномандатным избирательным округам, другая половина — по единому общеобластному избирательному округу пропорционально числу голосов, поданных за единые списки кандидатов, выдвинутые избирательными объединениями.

## Хронология
- 27.02.1994 — выборы в Думу 1 созыва (23 места)
- 26.02.1996 — выборы в Думу 2 созыва (50 мест)
- 26.03.2000 — выборы в Думу 3 созыва (50 мест)
- 14.03.2004 — выборы в Думу 4 созыва (50 мест)
- 02.03.2008 — выборы в Думу 5 созыва (50 мест)
  - 04.2008 — Государственная Дума Ярославской области переименована в Ярославскую областную Думу (против выступал лишь 1 депутат от КПРФ).
- 08.09.2013 — выборы в Думу 6 созыва (50 мест)
- 09.09.2018 — выборы в Думу 7 созыва (50 мест)
- 10.09.2023 — выборы в Думу 8 созыва (46 мест)

## Председатели
- 29.03.1994 — лето 1995 — Валентин Борисович Мелехин (1936—1995)
  - 12.09.1995 — 26.03.1996 — Владимир Павлович Комов (род. 1950) — и. о.
- 26.03.1996 — 25.04.2000 — Сергей Алексеевич Вахруков (род. 1958)
  - 25.04.2000 — 30.05.2000 — Валерий Григорьевич Шамин (род. 1939) — и. о.
- 30.05.2000 — 24.03.2008 — Андрей Геннадьевич Крутиков (род. 1961)
- 25.03.2008 — 18.12.2012 — Виктор Викторович Рогоцкий (род. 1941)
  - 18.12.2012 — 9.01.2013 — Николай Алексеевич Александрычев (род. 1954) — и. о.
  - 9.01.2013 — 29.01.2013 —  Евгений Николаевич Заяшников (1945—2017) — и. о.
- 29.01.2013 — 01.10.2023 — Илья Владимирович Осипов (род. 1970)
- 01.10.2013 — 25.09.2018 — Михаил Васильевич Боровицкий (род. 1955)
- 25.09.2018 — 30.12.2020 — Алексей Дмитриевич Константинов (1964—2020)
- с 16.02.2021 — Михаил Васильевич Боровицкий (род. 1955) — повторно

## Представители вСовете Федерации
- 12.11.2001 — 7.12.2003 — Заяшников Евгений Николаевич — заместитель председателя Комиссии СФ по естественным монополиям
- 25.12.2003 — 22.11.2011 — Тонков Николай Иванович — член Комиссии Совета Федерации по делам молодежи и туризму.
- 22.11.2011 — 25.09.2018  — Лисицын Анатолий Иванович — член Комитета Совета Федерации по международным делам[1].

- 25.09.2018 — по настоящее время — Косихина Наталия Владимировна — член Комитета Совета Федерации по социальной политике[2].

## Фракции
5 созыв (2008—2013 год)
- «Единая Россия» — Председатель — А. В. Кузьмин.
- «ЛДПР» — 4 члена. Председатель — С. В. Салов.
- «КПРФ» — 4 члена. Председатель — М. К. Парамонов
- «Патриоты России» — 2 члена. Председатель — А. И. Цветков.
- Один депутат не вошёл ни в одну депутатскую фракцию.

6 созыв: (2013—2018 год)
- «Единая Россия» — 39 членов. Председатель — М. В. Боровицкий
- «КПРФ» — 4 члена. Председатель — А. В. Воробьёв.
- «Справедливая Россия» — 2 члена. Председатель — А. Н. Ершов
- «ЛДПР», ПАРНАС, Гражданская платформа и Российская экологическая партия «Зелёные» — по 1 члену.

7 созыв (2018—2023 год)
- «Единая Россия» — 32 члена. Председатель — Александрычев Николай Алексеевич[5]
- «КПРФ» — 9 членов. Председатель — Кузнецова Елена Дмитриевна
- «Справедливая Россия» — 5 члена. Председатель — Хабибулин Сергей Равильевич[6]
- «ЛДПР» — 3 члена. Председатель — Лобанова Ирина Валерьевна
- «КОММУНИСТЫ РОССИИ» — 1 член. Председатель — Денисов Артем Владимирович

8 созыв (2023—2028 год)
- «Единая Россия» — 38 членов. Председатель — Александрычев Николай Алексеевич
- «КПРФ» — 2 члена. Председатель — Кузнецова Елена Дмитриевна
- «Новые люди» — 2 члена. Председатель — Шилов Ярослав Сергеевич
- «ЛДПР» — 1 член. Председатель — Смирнов Владимир Алексеевич
- «Справедливая Россия» — 1 член. Председатель — Хабибулин Сергей Равильевич
- «Партия пенсионеров» — 1 член. Председатель — Бурьяноватый Андрей Гаврилович

## Комитеты Ярославской областной Думы 8 созыва
- по экономической политике, инвестициям, промышленности и предпринимательству — председатель М. С. Вахруков
- по аграрной политике, экологии и природопользованию — председатель М. В. Никешин
- по законодательству, вопросам государственной власти и местного самоуправления — И. В. Осипов
- по бюджету, налогам и финансам — председатель А. Г. Гончаров
- по депутатской деятельности, правопорядку и информационной политике  — председатель А. В. Макаров
- по градостроительству, транспорту и дорожному хозяйству — Н. И. Бирук
- по жилищно-коммунальному комплексу и энергетике — А. Н. Щенников
- по образованию, культуре, туризму, спорту и делам молодежи — О. В. Хитрова
- по социальной, демографической политике и здравоохранению — председатель Л. Ю. Ушакова
- по здравоохранению — председатель М. Ю. Осипов